# Adèles liv
Adeles liv – kapitel 1 & 2 (fransk: La Vie d'Adèle : Chapitres 1 et 2) er en fransk film fra 2013 instrueret af Abdellatif Kechiche.
Filmen er en dannelseshistorie om den cirka 18-årige Adèle, der har svært ved at finde sig til rette i verden, særligt i forhold til kærligheden. Først da hun møder den lesbiske Emma, går det op for hende, hvorfor hun har haft det svært med kærligheden.
Filmen opnåede som den første nogensinde at få tildelt guldpalmen ved Filmfestivalen i Cannes til både instruktør og hovedrolleindehaverne.
Filmen har fået en fremragende kritik i det meste af verden og er udråbt som en af de bedste film i 2013.

## Handling
Den knapt 18-årige Adèle (Adèle Exarchopoulos) bor sammen med sine forældre lidt uden for den nordfranske storby Lille, hvor hun
går i 2.g på gymnasiet. Hun lever et helt almindeligt teenageliv med sine forældre i et halvt rækkehus og har en tæt kreds af veninder, som
hun deler livets fortrædeligheder med og har også en homoseksuel ven, Samir (Salim Kechiouche), som hun kan fortælle alt.
På opfordring fra sine veninder lader hun sig opvarte af Thomas (Jérémie Laheurte), som hun ender med at gå i seng med. Desværre føler hun ikke det helt store ved dette (sandsynligvis første) samleje. Derimod har hun seksuelle fantasier om en pige med blåt hår (Emma, spillet af Léa Seydoux), som hun har udvekslet blikke med på vej til sit første stævnemøde med Thomas. Da en af hendes veninder lægger op til hende, føler hun et lesbisk begær, som hun siden konfronterer veninden med. Desværre har det mest været en spøg fra venindens side, men det slår fast over for Adèle, at hun er seksuelt tændt på tanken om sex med en anden pige. Da hun har erkendt sine følelser for sig selv, bliver hun nødt til at slå op med Thomas, hvorpå Samir inviterer hende på natklub, for at hun kan møde hans venner. Natklubben viser sig at være en homoseksuel bar, og Adèle kommer i tanke om pigen med det blå hår. Da hun samtidig ser en flok lesbiske piger forlade baren, følger hun efter dem i håb om, at de er på vej til en lesbisk klub, hvilket viser sig at være tilfældet. Her får Adèle kontakt til den blåhårede pige Emma, der studerer malerkunst på et fransk kunstakademi. De to kvinder udveksler telefonnumre for at kunne mødes senere.
Da Emma et par dage efter henter Adèle på hendes gymnasium, går det op for Adèles veninder, at hun måske er lesbisk. Dette afføder en hidsig diskussion dagen efter, da veninderne konfronterer Adèle med deres egen homofobiske frygt. Heldigvis er der også dem, der forsvarer Adèles ret til sit eget liv, og hun bryder med de homofobiske veninder og kaster sig ud i et fast forhold med Emma. Desværre kæmper hun stadig med (måske indbildte) fordomme fra hendes omgivelsers side, idet hun ikke har fortalt sine forældre om den sande natur af sit forhold til Emma. Forældrene tror, at Emma hjælper Adèle med et fag i skolen. Det fører til en let akavet situation, da hun har inviteret Emma på middag med forældrene, hvor særligt faderen udtrykker et traditionelt syn på tilværelsen. Da han hører, at Emma er kunstner, udfolder han for hende, at det selvfølgelig kan være sjovt nok at være kunstner, men at det vigtige i livet er at have et arbejde, man kan leve af. Efterhånden kommer deres forhold ind i faste rammer, hvor Emma er den udfarende og Adèle er den hjemlige moderlige type, der står for husholdningen.
Da Adèle får arbejde som hjælpelærer på en skole, lægger en af hendes mandlige kolleger op til hende, og det ender med at hun indleder et seksuelt forhold til ham. På et tidspunkt opdager Emma det og konfronterer Adèle med det. Til at begynde med benægter Adèle alt, men da Emma truer med at smide hende ud, går hun til bekendelse, hvorpå Emma smider hende ud, og hendes verden bryder sammen.

## Kritik
Filmen har i Danmark som i resten af verden fået en fremragende kritik.